# Leon Now
《Leon Now》是香港歌手黎明的錄音室專輯，全碟由雷頌德監製，專輯於1999年6月21日由新力唱片首次發行，專輯曾經登上香港IFPI唱片銷量榜冠軍，截至1999年錄得約十萬張銷量，是該年度香港全年唱片銷量亞軍。

## 製作與發行

### 專輯製作
《Leon Now》是黎明於1999年推出的首張專輯，黎明親自參與專輯的封套設計構思，專輯封面以橙黃色為主調，呈現黎明的特寫照，為了打擊盜版唱片，黎明和唱片公司想出對策，棄用一般的粉紙印刷，專輯封面、黎明的照片及歌詞集，均印在透明膠片上，讀者如把膠片墊在白色紙上，可看清楚黎明的照片；如把膠片墊在深色紙上，可看清楚歌詞，這種較為複雜的設計可以令盜版商難以複製。專輯主打歌之一〈Sugar in the Marmalade〉是一首電訊廣告歌，歌曲的音樂短片以水上活動為背景題材，於美國邁阿密海灘實地攝制，而另一首主打歌〈我愛花香不愛花〉是洗髮水廣告歌，歌曲音樂短片在法國巴黎實地攝制。此外，黎明首次執導，為歌曲〈酸〉拍攝音樂短片，該音樂短片的剪接師和美術指導是電影《玻璃之城》的幕後班底，音樂短片製作費約一百一十萬元港幣，較預算超出約七十萬元。

### 發行
此專輯以CD及VCD形式發行，初版收錄了12首歌曲及4個音樂短片，其後於同年7月推出第二版，除了收錄初版的歌曲及音樂短片，亦收錄了歌曲〈從今開始〉及〈Prima-Donna〉的音樂短片。

## 曲目列表
| CD       | CD                                       | CD                        | CD       | CD            | CD | CD    |
| 曲序     | 曲目                                     |                           | 作曲     | 编曲          | 备注 | 时长  |
| -------- | ---------------------------------------- | ------------------------- | -------- | ------------- | --- | ----- |
| 1.       | Sugar in the Marmalade                   | 周耀輝 Rap詞：Thomas King | 雷頌德   | 雷頌德        | | 3:53  |
| 2.       | Prima-Donna                              | 周耀輝                    | 雷頌德   | 雷頌德        | | 4:02  |
| 3.       | 我愛花香不愛花                           | 林夕 Rap詞：黎明          | 雷頌德   | 雷頌德        | | 3:31  |
| 4.       | 從今開始                                 | 林夕                      | 雷頌德   | 雷頌德        | | 3:56  |
| 5.       | Be My Girl                               | 林夕                      | 雷頌德   | 雷頌德        | | 3:38  |
| 6.       | 酸                                       | 林夕                      | 雷頌德   | 雷頌德        | | 3:33  |
| 7.       | 透明                                     | 十方                      | 雷頌德   | 雷頌德        | [ 14 ] [ 15 ]                                                                                                | 4:33  |
| 8.       | 珍惜                                     | 黃偉文                    | 雷頌德   | 雷頌德        | | 3:33  |
| 9.       | Ellie                                    | 周耀輝                    | 桑田佳祐 | 雷頌德        | 改編自日本組合南方之星的〈いとしのエリー〉 同曲為張學友〈給我親愛的〉 英語同曲為Ray Charles〈Ellie My Love〉 | 4:13  |
| 10.      | 知道，不知道                             | 小兵                      | 小兵     | 雷頌德 Ted Lo | | 2:26  |
| 11.      | Dawn（Instrumental Version of 從今開始） | 林夕                      | 雷頌德   | Ted Lo        | | 3:51  |
| 12.      | Sugar in the Marmalade（國語版）         | 周耀輝 Rap詞：Thomas King | 雷頌德   | 雷頌德        | | 3:53  |
| 总时长： | 总时长：                                 | 总时长：                  | 总时长： | 总时长：      | 总时长： | 45:02 |

| VCD  | VCD                                | VCD  | VCD                                |
| 曲序 | 曲目                               | 導演 | 备注                               |
| ---- | ---------------------------------- | ---- | ---------------------------------- |
| 1.   | 酸（音樂短片）                     | L.L. |                                    |
| 2.   | 我愛花香不愛花（音樂短片）         |      | 法國巴黎實地攝制                   |
| 3.   | 透明（音樂短片）                   |      |                                    |
| 4.   | Sugar in the Marmalade（音樂短片） |      | 美國邁阿密海灘實地攝制             |
| 5.   | 從今開始（音樂短片）               |      | 美國邁阿密實地攝制，收錄於第二版。 |
| 6.   | Prima-Donna（音樂短片）            |      | 收錄於第二版                       |

## 幕後製作人員
以下是《Leon Now》的幕後製作人員名單：
- 鍵琴：雷頌德（曲目1－9,12）
- 鋼琴：Choi Tae Wan（曲目4,9）、Ted Lo（曲目10,11）
- 結他：雷頌德（曲目4）
- 電結他：雷頌德（曲目5,7,9）
- 木結他：蘇德華（曲目8）、Lee Jung Chul（曲目9）
- 尼龍弦結他：Lee Jung Chul（曲目4）
- 小提琴：Eugene Park（曲目1,12）
- 弦樂：Homer Strings
- 音色伴奏：雷頌德（曲目1－9,12）
- 取樣：雷頌德（曲目10）
- Rap：Thomas King（曲目1,7,12）、黎明（曲目3）、雷頌德（曲目6）
- Scratches：DJ Tommy（曲目6）
- 母帶處理：楊我華
- 和音：鍾慶鴻、鄭鴻昌、曹潔敏、Krista、Jung Mi Kyung、Larry Hammond、黎明、雷頌德、陳美鳳、雷有輝、Wink、Kang Sung Ho、Kim Hyun A、Sin Yeun A、Lee Seung Hun、Lee Je Heun
- 混音：洪天佑（曲目1－3,5－10,12）、Rob Porter（曲目4,11）
- 錄音：洪天佑、Jerry Lee、Kenneth Tse、Robert Porter、陳西敏、謝永昌、Ko Hyun Jeong
- 美術指導、攝影：張文華
- 圖像設計：模擬城市
- A&R：Belle Lok
- 項目經理：王凱文
- 監製：雷頌德
- 經理人公司：百事活娛樂事業有限公司

## 評論摘要
《Leon Now》的其中一首主打歌曲〈從今開始〉是黎明演出的電訊廣告主題曲之一，經常於電視及電台播放，傳媒認為這首歌理應入選為電視廣播有限公司（無線電視）勁歌金曲季選的第三季得獎歌曲，並表示無線電視早已通知黎明所屬的唱片公司這首歌是得獎作品之一，但由於黎明臨時獲邀到北京演出國慶節目，未能親自出席季選，因而被無線電視取消得獎資格。黎明表示有關獎項並非由觀眾投票選出，因此不會計較得獎與否，他認為做好歌手本分已經足夠。

## 流行榜成績
以下是《Leon Now》專輯的派台歌曲名單，以及其歌曲在香港四大電子媒體音樂流行榜的上榜週數及最高排名。
| 年份   | 歌曲                       | 最高排名    | 最高排名 | 最高排名       | 最高排名 | 最高排名           | 最高排名 | 最高排名 | 最高排名 |
| 年份   | 歌曲                       | 903專業推介 | 上榜週數 | 中文歌曲龍虎榜 | 上榜週數 | 新城電台勁爆本地榜 | 上榜週數 | 勁歌金榜 | 上榜週數 |
| ------ | -------------------------- | ----------- | -------- | -------------- | -------- | ------------------ | -------- | -------- | -------- |
| 1999年 | 〈酸〉                     | 第9位       | 3        | 冠軍           | 6        | 冠軍               | 7        | 冠軍     | 3        |
| 1999年 | 〈我愛花香不愛花〉         | 冠軍        | 4        | 第7位          | 3        | 第9位              | 3        | 第5位    | 2        |
| 1999年 | 〈Sugar in the Marmalade〉 | 第5位       | 4        | 冠軍           | 5        | 季軍               | 3        | 冠軍     | 5        |
| 1999年 | 〈從今開始〉               | 冠軍        | 5        | 第7位          | 5        | 冠軍               | 4        | 季軍     | 5        |
| 1999年 | 〈Prima-Donna〉            | 第14位      | 2        | 第18位         | 2        | 第15位             | 2        | 未能上榜 | 0        |

## 獎項
黎明於1999年12月12日宣佈退出香港樂壇頒獎禮，不再接受香港樂壇的獎項，部分香港媒體因此而取消獎項提名，以下是《Leon Now》專輯及收錄於專輯的歌曲獲頒發的獎項：
- 美加華語廣播電台1999年度十大金曲金榜提名——全年最佳大碟獎《Leon Now》[22]
- 電視廣播有限公司1999年度勁歌金曲季選——第二季得獎歌曲〈Sugar in the Marmalade〉
- 電視廣播有限公司1999年度十大勁歌金頒獎典禮——四台聯頒音樂大獎（大碟大獎）《Leon Now》[23]
- 新城電台1999年度新城勁爆頒獎禮——勁爆廣告歌曲大獎〈Sugar in the Marmalade〉[24]